# Hauszwetschge

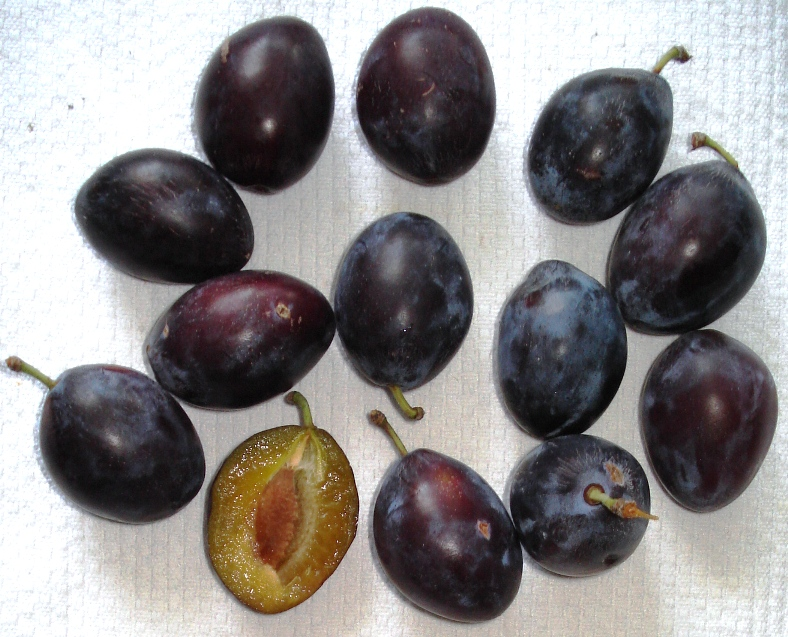
Pflaumen der Sorte 'Hauszwetschge'

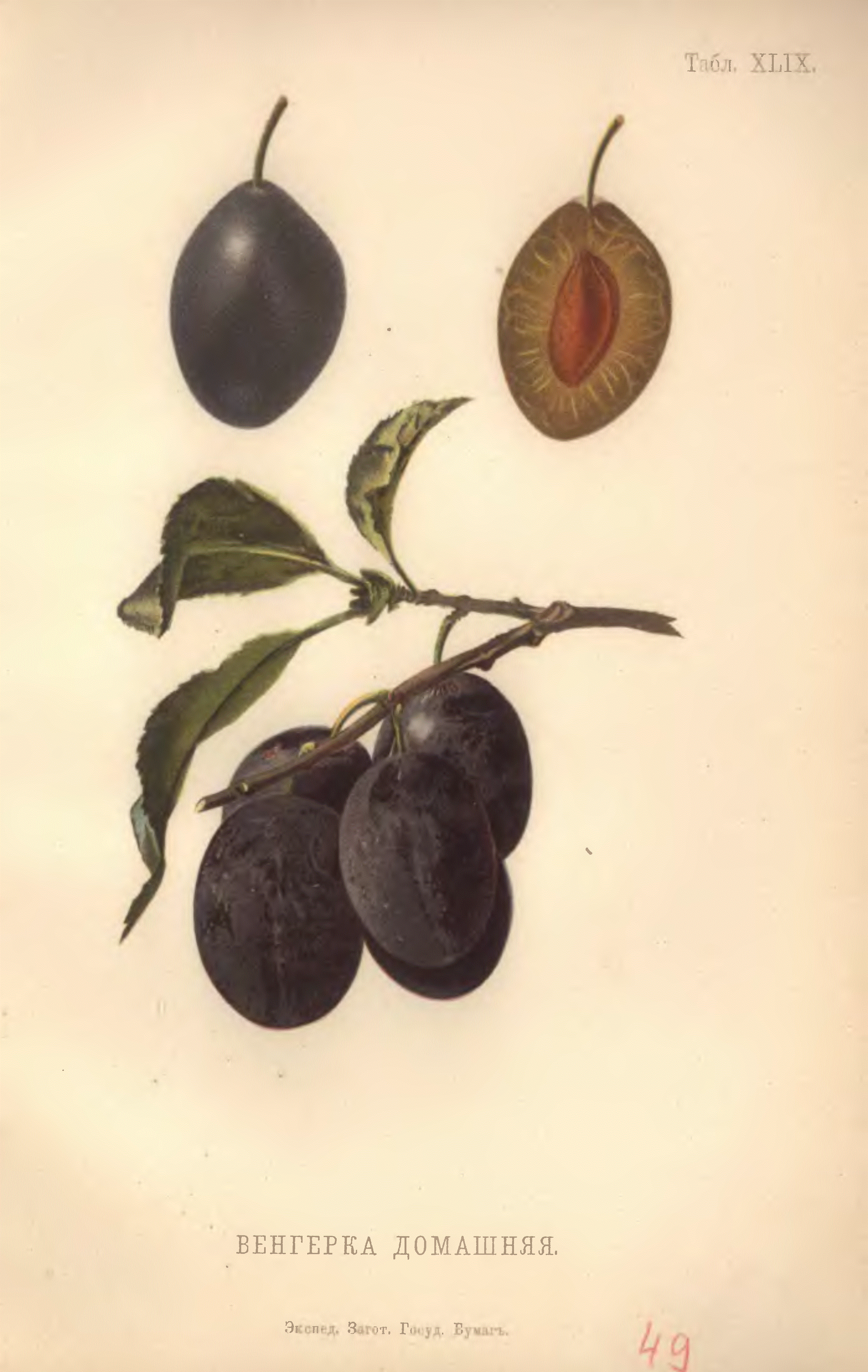

Die Hauszwetschge oder Bauernpflaume ist eine sehr alte, spätreife Zwetschgensorte.

## Beschreibung
Die Früchte sind klein, die Farbe der Schale ist blaurot bis blauschwarz und das Fruchtfleisch ist gelbgrün bis orange. Die Frucht weist ein ausgeglichenes Verhältnis von Süße und Säure auf und besitzt ein ausgeprägtes Zwetschgenaroma. Die Früchte reifen Mitte bis Ende September.
Die Hauszwetschge ist sehr vielseitig einsetzbar, sie kann sowohl zum Verzehr, als auch zum Kochen, Backen, Dörren und Schnapsen verwendet werden.
Nachteile der Sorte sind der spät einsetzende Ertrag sowie die starke Anfälligkeit für die Narrentaschenkrankheit und die Scharka-Krankheit. Aufgrund der Anfälligkeit für Scharka kann sie nur noch in Gebieten angebaut werden, die noch frei von Scharka sind.
Von der Hauszwetschge gibt es verschiedene Typen, die sich durch unterschiedliche Reifezeiten und Fruchtgrößen auszeichnen. Beispiele für Varianten sind Gunser, Meschenmoser oder Schüfer (sortiert nach Reifezeit). Auch die Stanzer Hauszwetschge ist eine Variante der Hauszwetschge.

## Stanzer Hauszwetschge
Speziell als regionales Obst in der Gegend um Landeck in Tirol, wo sie seit Jahrhunderten in einer Seehöhe von über 1000 Meter wächst, wurde eine Varietät der Hauszwetschge als Stanzer Zwetschke in das Register der Traditionellen Lebensmittel aufgenommen. Die Region mit den Orten Grins, Pians und Stanz zählt auch zu den Genussregionen Österreich.

## Trivia
Die Schweizerische Post gab 2006 eine Briefmarke mit der Hauszwetschge darauf heraus.